# Jean d'Arras
Jean d'Arras (levend eind veertiende eeuw) was een Noord-Franse schrijver waarover weinig bekend is. Hij was mogelijk de eerste auteur die de legende van Melusine in literaire vorm vastlegde.
Hij werkte samen met Antoine du Val en Fouquart de Cambrai aan een verhalenbundel met de titel L'Évangile des quenouilles ("Het evangelie van de spinsters"). Deze raamvertelling gaat over een groep dames die bij het spinnen de nieuwste theorieën over een grote verscheidenheid aan onderwerpen te berde brengen. Het werk is belangrijk omdat het licht werpt op de middeleeuwse manieren, en op oude volksgebruiken en -verhalen die onder het christendom verborgen liggen. In de vijftiende en zestiende eeuw zijn er vele edities van dit boek geweest, waarvan er een in het Engels werd gedrukt door de vroege drukker Wijnkijn de Worde, als The Gospelles of Dystaves.

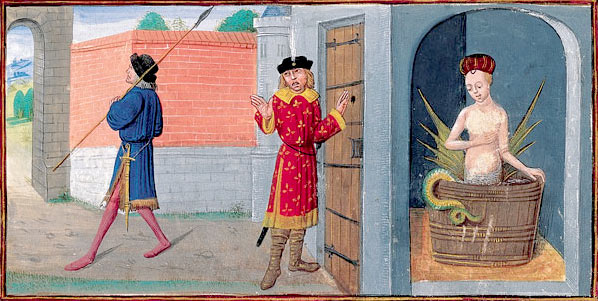
Mélusine in bad, bekeken door haar man Raimondin (afbeelding uit de Historie van Melusijnen van Jean d'Arras)

Mogelijk dezelfde Jean d'Arras schreef in de periode 1392-94 op verzoek van hertog Jan van Berry, Die wonderlike vreemde ende schone historie van Melusijnen ende van haren geslachten, een lange proza-romance die in het Frans Roman de Mélusine of de Chronique de Melusine wordt genoemd, deel van Le Noble Hystoire de Lusignan ("De Edele Geschiedenis van de Lusignans"). Hij droeg het werk op aan Maria van Frankrijk, hertogin van Bar, en sprak de hoop uit dat het zou helpen bij de politieke opvoeding van haar kinderen.
Het verhaal borduurt voort op een waarschijnlijk vooral mondeling overgeleverde vertelling uit de oorspronkelijk Keltische streek van Poitou over Melusine, die door haar moeder, een fee, is vervloekt zodat ze elke zaterdag verandert in een slangenmens. Het is een van de eerste literaire versies van het verhaal.
- Bibsys: 90329580
- Biblioteca Nacional de España: XX987975
- Bibliothèque nationale de France: cb119087043 (data)
- Catàleg d'autoritats de noms i títols de Catalunya: 981058512925506706
- CiNii: DA02670514
- Gemeinsame Normdatei: 118864246
- International Standard Name Identifier: 0000 0001 1750 3446
- Library of Congress Control Number: n84119510
- Nationale Bibliotheek van Tsjechië: jn19990004013
- Nationale bibliotheek van Australië: 35727758
- Nationale Bibliotheek van Israël: 987007382736305171
- Nederlandse Thesaurus van Auteursnamen: 068345607
- Istituto Centrale per il Catalogo Unico: UBOV788576
- LIBRIS: 320829
- Système universitaire de documentation: 026936747
- Trove: 1060431
- Virtual International Authority File: 22135486